# 스렐
스렐(고대 노르드어: þræll, 영어: thrall) 은 스칸디나비아 특유의 노예 또는 농노로, 바이킹 시대인 793년경부터 시작되었다. 노르드인들은 때때로 유럽 본토를 침공하여 그 때마다 조우하는 자신들보다 약한 민족들을 노예화했는데, 거의 대부분의 노예는 브리튼 제도에서 얻었다. 스렐들의 출신성분은 주로 서유럽, 프랑크인, 앵글로색슨인, 켈트인 등이 많았다. 이렇게 얻은 노예들은 그 전까지 무인도였던 아이슬란드 개척에 주로 이용되었다. 그 외에도 독일, 발트, 슬라브, 라틴인 등도 노예로 끌려가곤 했다.
스렐은 고대 스칸디나비아 사회의 최하층에 위치한 존재로서, 빚 때문에 노예가 되었거나 전쟁에 져서 노예가 되었거나, 스렐의 자식으로 태어나서 신분이 대물림되어 스렐이 되었다. 스렐들은 아무런 권리도 주어지지 않았으며, 그들의 생활 환경은 어떤 주인을 만나느냐에 따라 천양지차였다. 스렐 무역, 즉 노예 무역은 바이킹 경제의 핵심 요소였다. 경우에 따라서는 삼십여 명이 넘는 스렐을 가진 대갓집도 있었지만, 대개의 집에는 한두 명 정도의 스렐이 딸려 있었다.

## 같이 보기
- 중세 사회 계급